# Bona Espero
 (janvier 2021).
Si vous disposez d'ouvrages ou d'articles de référence ou si vous connaissez des sites web de qualité traitant du thème abordé ici, merci de compléter l'article en donnant les références utiles à sa vérifiabilité et en les liant à la section « Notes et références ».
Bona Espero est une communauté et école pour enfants n'ayant pas normalement accès à une éducation. Situé à Alto Paraíso, dans l'État de Goiás, au Brésil, Bona Espero a été fondé en 1957 par six espérantophones Brésiliens (Arthur Velloso, Renato Diniz, Neuza Esteves de Araújo, Elisabeth Pointcaré, Inês Nunes de Andrade kaj Camélia Gomes da Silva). Depuis 34 ans, un couple germano-italien, Giuseppe (eo) et Ursula Grattapaglia, gèrent le lieu. L'espéranto est l'outil de communication utilisé sur place.
La ferme sert aussi d'école et produit la nourriture de subsistance pour les habitants de la communauté. Cette agriculture écologique fournit la subsistance à la communauté de 20 à 50 personnes.

## Objectifs
L'objectif de BE en tant qu'école est d'instruire et éduquer des enfants soit du voisinage, soit confié par le ministère de l'éducation ou de la justice. Le second objectif qui permet de soutenir le premier est en tant que ferme d'auto produire des fruits et des légumes en suffisance pour nourrir dans un pro rata important les habitants du lieu.

## Vie quotidienne
Durant la période scolaire, les enfants passent 6 à 8 heures en cours. Le matin étant dédier au nettoyage avant le petit déjeuner. Les personnages travaillant sur place outre les institutrices s'occupent alors des plantations, du jardin, de la cuisine. Durant les vacances, les enfants étant en effectif plus réduit, les occupations sont plus libres. Pour le personnel autour, le même travail d'entretien et de cuisine occupe. 
L'alimentation en grande partie végétarienne, se compose toujours de pain au fromage et confiture le matin, de riz avec des haricots le midi agrémenté de légumes produit sur place, d'un gouter puis d'un repas le soir. Le pain est conçu suivant une recette allemande de pain complet aux céréales.

## Histoire
C'est en allant chercher une jeune femme accouchant que les fondateurs ont découvert le lieu de la future Bona Espero en 1958. Ils fondèrent une école et commencèrent les cultures à ce moment-là. Mais leur faible expérience en matière agricole ainsi que les ressources matérielles n'étant pas celles d'aujourd'hui, beaucoup de complications apparurent.
Au noël 1973, Ursula et Giuseppe Grappatiglia visitant le lieu décidèrent d'y retourner l'année suivante et d'y aider en tant que volontaires. Ils y sont encore aujourd'hui sous cette même qualité.
Entre cette date et aujourd'hui, de nombreuses difficultés ont été rencontrés notamment contre le couple germano-italien qui accusé d'être étrangers n'avaient rien à faire au Brésil. 

### Constructions
Les constructions de BE se sont réalisés au fur et à mesure des besoins et surtout des moyens dont disposait l'association.

## Aide internationale
Bona Espero s'est principalement construit avec de l'aide venant d'associations espérantiste diverses. L’amicale des rotariens espérantistes (Rotaria Amikaro de Esperantistoj, RADE) dont sont membres Ursula et Giuseppe Grappatiglia a pu fournir une aide pour les uniformes scolaires que pour les manuels de classes.